# Amathia crispa
Amathia crispa is een mosdiertjessoort uit de familie van de Vesiculariidae. De wetenschappelijke naam van de soort is, als Serialaria crispa, voor het eerst geldig gepubliceerd in 1816 door Lamarck.